# Module artinien
En théorie des anneaux, un module artinien (du nom d'Emil Artin) est un module vérifiant la condition de chaîne descendante.

## Définition
On dit qu'un module M vérifie la condition de chaîne descendante si toute suite décroissante de sous-modules de M est stationnaire. Cela équivaut à dire que tout ensemble non vide de sous-modules de M admet un élément minimal (pour la relation d'inclusion). 

## Exemples
- Tout module fini est artinien. En particulier, tout groupe abélien fini est artinien (en tant que ℤ-module).
- Tout espace vectoriel de dimension finie sur un corps k est artinien comme k-module.
- Soit p un nombre premier. Dans le groupe quotient ℚ/ℤ, le sous-groupe formé par les éléments ayant pour ordres des puissances de p, autrement dit le p-groupe de Prüfer, est un ℤ-module artinien (ses sous-groupes sont lui-même ou des groupes finis).
- Tout anneau artinien A est (par définition) un A-module artinien.

## Propriétés
- La classe des modules artiniens (sur un anneau donné) est stable par quotient et somme directe finie.
- Si 0 → L → M → N→ 0 est une suite exacte de modules, alors M est artinien si et seulement si L et N le sont.
- Tout endomorphisme injectif d'un module artinien est bijectif.
- Un module est à la fois artinien et noethérien si et seulement s'il est de longueur finie.

## Référence
(en) M. F. Atiyah et I. G. Macdonald, Introduction to Commutative Algebra, Addison–Wesley, 1969, chap. 6